# Кишенские
Кишенские — русский дворянский род, происходящий от стольника Андрея Яковлевича Кишенского, пожалованного поместьем в 1624 году.
Его потомок Фёдор Иванович Кишенский в 1770 году был надзирателем калмыцкого народа и своей жестокостью способствовал, отчасти, бегству его значительной части в Джунгарию; впоследствии был правителем Харьковского наместничества. Род Кишенских был внесён в VI часть родословной книги Нижегородской и Тверской губерний (Гербовник, VI, 57).
Существовал также род Кишенских, предок которого был полковым есаулом харьковского полка (1763).

## Описание герба
На щите, имеющем красное поле, диагонально к левому верхнему углу протянуты две серебряные черты и между ними изображены три золотых камня.
На щите дворянский коронованный шлем. Нашлемник: три страусовых пера. Намёт на щите красный, подложенный серебром. Герб рода Кишенских внесен в Часть 6 Общего гербовника дворянских родов Всероссийской империи, стр. 57.

## Известные представители
- Кишенский, Дмитрий Павлович (1858—1931)
- Кишенский, Егор Васильевич (?)
- Кишенский, Николай Павлович (1850—1927)
- Кишенский, Николай Фёдорович (1775—1831)
- Кишенский, Фёдор Иванович (1744-?)
- Кишинский, Лаврентий Семёнович (?)
- Кишинский, Николай Семёнович (1814—1868)